# Ministrymon azia
Ministrymon azia is een vlinder uit de familie van de Lycaenidae. De wetenschappelijke naam van de soort werd als Thecla azia in 1873 gepubliceerd door William Chapman Hewitson.

## Synoniemen
- Thecla guacanagari Wallengren, 1860
- Thecla nipona Hewitson, 1877
- Thecla brocela Dyar, 1913
- Ministrymon quebradivaga Johnson & Miller, 1991
- Ministrymon hernandezi Schwartz & Johnson, 1992